# آنوک ماتون
آنوک ماتون (به انگلیسی: Anouk Matton) با نام مستعار ماتن (به انگلیسی: Mattn) شناخته می شود (زاده ۱۸ دسامبر ۱۹۹۲) دی‌جی بلژیکی است.